# 佐久高原ケーブルビジョン
株式会社佐久高原ケーブルビジョン（さくこうげんケーブルビジョン）は、長野県南佐久郡佐久穂町をサービスエリアとし、かつて存在したケーブルテレビ局である。略称SCV。

## 沿革
1988年設立。地元や東京のテレビ番組を再送信するほか、町内の出来事を積極的に報道するなどを行っていた。
しかし地上波テレビのデジタル化に伴う設備更新が困難であること、加入者数が減少し続けていた（最盛期の約1700世帯に対し放送停止時には約650世帯）ことなどから2015年3月に佐久穂町に事業廃止の意向を示した。これに対し町は総務省信越総合通信局が提案した事業の無償譲渡に合意し、2016年12月に当時の佐々木定男町長が会社側に設備譲渡の申し入れを行った。
しかし2017年8月、同年春の町長選にて新たに就任した佐々木勝町長は申し入れを撤回。町側は10月と12月の2度にわたって、サービスエリアである旧佐久町の全戸に、放送停止に備えてアンテナを設置するよう促す通知を配布していた。
町側の申し入れ撤回により2017年10月には12月で放送を停止する予定としていた。しかし、年末年始は放送を行うように総合通信局から依頼されたこともあり放送の停止は2018年1月15日となったが、放送停止について視聴者に対し周知は行っていなかった。
かつては自主制作番組も放送していたが、放送停止時点ではNHKや長野県内の民放の地上波6局の再送信が中心になっていた。

## サービスエリア
- 長野県南佐久郡佐久穂町（旧佐久町）[4]